# Ranunculus gormanii
Ranunculus gormanii är en ranunkelväxtart som beskrevs av Edward Lee Greene. Ranunculus gormanii ingår i släktet ranunkler, och familjen ranunkelväxter. Inga underarter finns listade i Catalogue of Life.